# Vidicon
Il tubo Vidicon è un tipo di tubo da ripresa sottovuoto ed è impiegato per le riprese televisive e per la produzione di video analogici.

## Caratteristiche

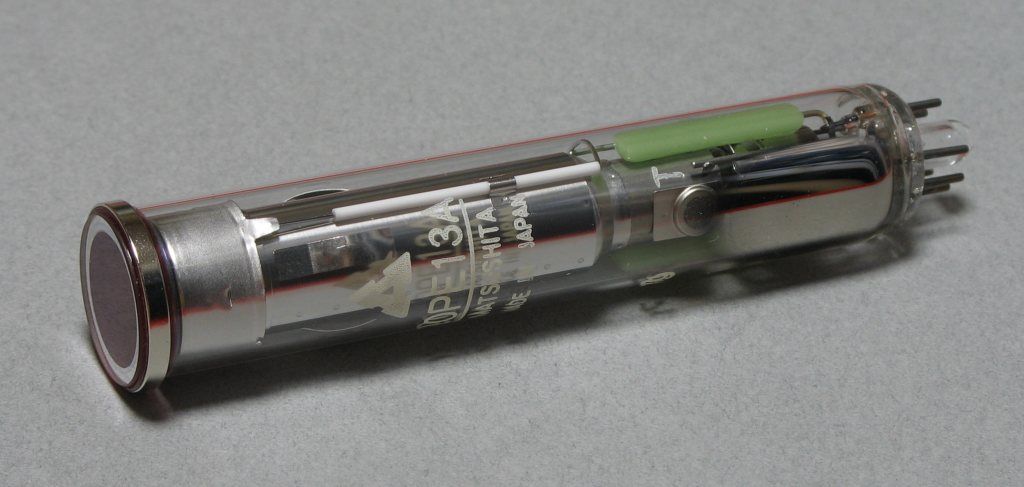
Tubo vidicon prodotto dalla Matsushita.

Il tubo vidicon è costituito da un involucro di vetro cilindrico sottovuoto contenente un cannone elettronico ad una estremità ed uno schermo di ripresa all'altra. Il principio di funzionamento è assimilabile a quello di un condensatore. La superficie interna dello schermo di vetro è rivestita da un film di materiale metallico fotoconduttivo trasparente a cui si applica una tensione positiva; questa ha la funzione di elettrodo. La pellicola metallica ha una resistenza inversamente proporzionale all'intensità della luce incidente. Una griglia metallica caricata positivamente è alloggiata alle spalle della suddetta pellicola, essa ha il compito di decelerare gli elettroni del “pennello” elettronico facendo sì che essi arrivino sull'obiettivo con velocità quasi nulla.
Durante il funzionamento alle bobine di deflessione orizzontale e verticale, controllanti il pennello elettronico, è applicata una tensione di pilotaggio che lo dirige sulla superficie del tubo spazzandolo dal basso verso l'alto e da sinistra a destra. In assenza di emissione luminosa il materiale fotosensibile funge da dielettrico e si determina un deposito di cariche negative del cannone elettronico sul lato della griglia e cariche positive sul lato dello schermo. Viceversa, quando la luce colpisce lo strato fotosensibile la sua resistenza diminuisce e gli elettroni lo attraversano e neutralizzano la carica positiva dal lato dello schermo. Un rapporto di proporzionalità lega la quantità di carica, fluente in ogni punto del bersaglio, all'illuminamento: l'immagine elettronica prodottasi sullo strato fotosensibile è, infatti, proporzionale all'immagine luminosa incidente sullo schermo. Durante la scansione il pennello elettronico controlla l'obiettivo, sostituisce la carica dissipata consentendo la circolazione di corrente nel film metallico tramite i terminali del tubo stesso; la neutralizzazione della carica determina una Differenza di potenziale elettrico correlata al valore di luminosità del pixel corrispondente.
La fotocamera Return Beam Vidicon fu usata nei satelliti Landsat per le osservazioni nel campo del visibile.
Il tubo Vidicon è stato ormai soppiantato dai sensori CCD e CMOS, molto più compatti e resistenti.